# 공기살인
《공기살인》은 2022년에 공개된 대한민국의 영화이다. 이 영화는 가습기 살균제 사건을 다룬 소재원의 소설 《균》을 원작으로 하는 작품이다.

## 줄거리
봄에 나타났다가 여름에 사라지는 이 병은 우리나라에 죽음을 몰고 온 살인무기의 실체를 공중에서 밝히려는 이들의 몸부림을 증발시켰다. 희생자는 증발하지 않았다

## 캐스팅
- 김상경: 정태훈 역
- 이선빈: 한영주 역
- 윤경호: 서우식 역
- 서영희: 한길주 역
- 장혁진: 조선오 역
- 김정태: 한현종 역
- 송영규: 정경한 역
- 이지훈: 인호 역
- 이유준: 양 계장 역
- 정호빈: 임석훈 역
- 장광: 박지상 역
- 성병숙: 순임 역
- 정의갑: 추성모 박사 역
- 김영웅: 장태성 교수 역